# Við Djúpumýrar
Le Við Djúpumýrar est un stade de football féroïen situé à Klaksvík sur l'île de Borðoy. Il a une capacité de 4 000 places pour les rencontres de football.
Il est le domicile de l'équipe des îles Féroé espoirs de football pour certains de ses matchs internationaux, et du club de football du KÍ Klaksvík.

## Histoire

### Construction d'un stade
Le Við Djúpumýrar est ouvert en 1911. C'était l'un des premiers terrains construits dans l'archipel féroïen. Il s'agit alors d'un terrain en gravier. Il est dès lors utilisé par le club local, le KÍ Klaksvík, fondé en 1904. En avril 1989, l'équipe nationale feroïenne joue un match amical contre le Canada, devant 5 000 spectateurs, record d'affluence, les canadiens s'imposent un but à zéro.
Durant un temps, à la suite d'un naming, le stade est renommé en « Injector Arena », il s'agit du seul cas de naming pour un stade aux Îles Féroé.

### Pelouse synthétique et mise aux normes pour l'UEFA
En 2011, une pelouse synthétique FIFA Star 2, est installé et celui-ci est inauguré en 2012. En 2019, une nouvelle rénovation lieu afin de mettre le stade aux normes pour accueillir des matchs européens et internationaux. Pour cela, une nouvelle tribune est construite en face de la tribune principale, seule tribune présente avant la rénovation, cette nouvelle tribune comporte les vestiaires. 
De plus, une nouvelle tribune, non-couverte, est installée derrière l'un des buts, il s'agit de la seule tribune longeant l'entièreté de son côté du terrain. Enfin 4 pylônes comportant 9 projecteurs, soit un total de 36 projecteurs, sont installés aux quatre coins du terrain. Ces travaux font augmenter la capacité à 4 000 places contre 2 600 places, avant cette rénovation. 
A côté du stade actuel, un stade d'athlétisme est en cours de construction, il s'agira du troisième stade d'athlétisme de l'archipel féroïen après ceux de Toftir et de Tórshavn.
À la suite de cela, le stade est l'un des seuls, avec Tórsvøllur et Svangaskarð, à pouvoir accueillir des matchs internationaux de l'UEFA et de la FIFA. Il accueille son premier match international en juin 2021, l'équipe des îles Féroé espoirs affrontent l'équipe de Serbie espoirs. Devant 569 spectateurs, les espoirs féroïens accrochent les serbes, un but partout.

## Utilisation

### KÍ Klaksvík
Depuis l'inauguration du stade, en 1911, le KÍ Klaksvík joue dans ce stade pour tous ses matchs de Betrideildin et de 1. deild. Depuis 2021, il peut aussi accueillir les matchs européens de l'équipe féroïenne et en juillet 2021, a accueilli le match de Ligue Europa Conférence entre les locaux et le club letton de FK RFS.

## Événements

### Événements sportifs

#### Match internationaux
Depuis son inauguration, le stade a accueilli deux matchs internationaux de différentes équipes masculines féroïennes.
| Date          | Équipe 1           | Résultat | Équipe 2       | Tour                           | Affluence |
| ------------- | ------------------ | -------- | -------------- | ------------------------------ | --------- |
| 16 avril 1989 | Îles Féroé         | 0 - 1    | Canada         | Match amical                   | 5 000     |
| 7 juin 2021   | Îles Féroé espoirs | 1 - 1    | Serbie espoirs | Éliminatoires Euro espoir 2023 | 569       |

#### Ligue Europa Conférence
Depuis 2021, le stade peut accueillir des matchs européens et en juillet 2021, a accueilli son premier match du KÍ Klaksvík en Ligue Europa Conférence.
| Date            | Équipe 1    | Résultat | Équipe 2 | Tour                    | Affluence |
| --------------- | ----------- | -------- | -------- | ----------------------- | --------- |
| 15 juillet 2021 | KÍ Klaksvík | 2 - 4    | FK RFS   | Ligue Europa Conférence | 734       |

### Autres références
1. 1 2 3  (en) « 1989 MATCHES INTERCONTINENTAL (January - June). », sur www.rsssf.com (consulté le 16 juin 2022)
2. ↑  (fo) « Djúpamýra fingið góðkenning », sur www.fsf.fo (consulté le 16 juin 2022)
3. ↑  (en) « KÍ vs. Rīgas », sur match.uefa.com (consulté le 17 juin 2022)
4. ↑  « KÍ Klaksvík - Développement de l'affluence », sur www.transfermarkt.fr (consulté le 6 juillet 2022)